# Zauber um Zinnober
Zauber um Zinnober ist ein im Auftrag des Fernsehens der DDR hergestellter Märchenfilm der DEFA von Celino Bleiweiß aus dem Jahr 1983, der auf dem Kunstmärchen Klein Zaches genannt Zinnober von E. T. A. Hoffmann basiert.

## Handlung
Der Hofzauberer Doktor Prosper wird von seinem Fürsten entlassen. Aus Rache nimmt sich der Magier des rüpelhaften Zaches an, der seiner Mutter nur Kummer bereitet. Prosper nennt ihn Zaches Zinnober und belegt den Tunichtgut mit einem Zauber. Fortan schreiben die Menschen alle großen Taten, die in seiner Umgebung vollbracht werden, ihm zu. Auf diesem Weg bringt er den Dichter Balthasar, den Violinisten Vincent und den Ministerialsekretär Fabian um ihr Ansehen und Letzteren sogar um seine Stelle. Die drei Männer, in Unkenntnis über den Hintergrund der Geschehnisse, bitten Doktor Prosper um Hilfe, der sie ihnen aber verweigert. Zinnober steigt derweil zum Geheimrat und Minister auf, benimmt sich dabei aber derart hoffärtig, dass der Zauberer an seinem Experiment zu zweifeln beginnt. Balthasar schlägt seinen Widersacher zusammen und kommt deswegen ins Gefängnis, kann aber durch einen Trick von seinen Freunden befreit werden.
Zinnober missbraucht seine Macht, indem er Künstler des Landes verweist und veranlasst, dass alle Leute, einschließlich des Fürsten und seiner selbst, graue Kleidung tragen müssen. Außerdem will er Balthasars Geliebte Candida, die Tochter des Gefängnisdirektors, heiraten. Mit Prospers Unterstützung können Zinnobers Opfer aber den Zauber wieder von ihm nehmen. Die Leute erkennen in dem wahren Zaches nun einen talentlosen Nichtsnutz und die Wachen werfen ihn aus dem Schloss. Der Gefängnisdirektor stimmt am Ende der Verbindung seiner Tochter mit dem nicht standesgemäßen Balthasar zu.

## Produktion und Veröffentlichung
Das Szenarium stammt von Monika Woytowicz und für die Dramaturgie war Beate Hanspach zuständig. Die Erstausstrahlung des von der DEFA hergestellten Films erfolgte am 25. Dezember 1983 im 1. Programm des Fernsehens der DDR.

## Kritik
„Anspruchsvolle Fernseh-Verfilmung des Kunstmärchens von E.T.A. Hoffmann“